# Gustaf Munch-Petersen
Gustaf Munch-Petersen (ur. 18 lutego 1912, zm. 2 kwietnia 1938 – dzień śmierci nie został zweryfikowany) – duński pisarz i malarz. Pisał surrealistyczne poematy prozą, która była przełomowa w poezji w owym czasie, jego twórczość wpłynęła na późniejszych pisarzy. Jego poemat, det underste land z kolekcji poezji o tej samej nazwie, znajduje się w kulturalnym kanonie.

## Życiorys
Munch-Petersen wychował się w rodzinie o intelektualnych korzeniach. W 1935 przeniósł się na Bornholmu, gdzie w 1936 ożenił się z artystką Lisbeth Hjorth. W 1937 wstąpił ochotniczo do Brygad Międzynarodowych walczących w wojnie domowej w Hiszpanii, gdzie poległ w bitwie w następnym roku. W swoich listach z Hiszpanii Gustaf Munch-Petersen określa walkę jako kontynuację pracy artystycznej.
Jego kuzyn, Arne Munch-Petersen, był znanym komunistą i zginął w czasie stalinowskich czystek w Moskwie w 1944.

## Dzieła
- det nøgne menneske (digte, 1932)
- simon begynder (roman, 1933)
- det underste land (digte, 1933)
- mod jerusalem (digte, 1934)
- nitten digte (digte, 1937)
- Udvalgte Digte (udgivet posthumt, 1938)
- Udvalgte Digte (antologi, 1946)
- samlede skrifter (1959)